# Shireplitis
Shireplitis – rodzaj błonkówek z rodziny męczelkowatych. Gatunkiem typowym jest Shireplitis bilboi. Rodzaj został nazwany na cześć Shire - fikcyjnej krainy z powieści J.R.R. Tolkiena, zaś poszczególne gatunki nazwano na cześć zamieszkujących ją hobbitów oraz samego Tolkiena.

## Zasięg występowania
Rodzaj obejmuje gatunki występujące na Nowej Zelandii.

## Budowa ciała
Długość ciała od 1,8 do 2,2 mm. Przednia para skrzydeł. wąska. Ubarwienie ciała od brązowego po czarne.
Od innych rodzajów Microgastrinae odróżniają się krótszymi i grubszymi nogami, krótszymi segmentami czułków u samic, rzeźbieniem pozatułowia, oraz budową hypopygium.

## Biologia i ekologia
Żywiciele gatunków z tego rodzaju nie są znani.

## Gatunki
Do rodzaju zalicza się 6 opisanych gatunków:
- Shireplitis bilboiFernández-Triana & Ward, 2013
- Shireplitis frodoiFernández-Triana & Ward, 2013
- Shireplitis meriadociFernández-Triana & Ward, 2013
- Shireplitis peregriniFernández-Triana & Ward, 2013
- Shireplitis samwiseiFernández-Triana & Ward, 2013
- Shireplitis tolkieniFernández-Triana & Ward, 2013